# Пинджа
Пинджа  (Пузе) — река в России, протекает по Парабельскому району Томской области. Устье реки находится в 93 км по правому берегу реки Чузик. Длина реки составляет 39 км. Высота устья — 66 м над уровнем моря.

## Данные водного реестра
По данным государственного водного реестра России относится к Верхнеобскому бассейновому округу, водохозяйственный участок реки — Обь от впадения реки Кеть до впадения реки Васюган, речной подбассейн реки — Кеть. Речной бассейн реки — (Верхняя) Обь до впадения Иртыша.
Код объекта в государственном водном реестре — 13010700112115200029109.